# Panique sur la côte
Panique sur la côte (Spring Break Shark Attack) est un téléfilm américain réalisé par Paul Shapiro et diffusé en 2005.

## Synopsis
Danielle, une adolescente studieuse qui rêve de profiter de sa jeune vie, rejoint ses amis sur une plage de Floride. Elle y rencontre Shane qui travaille dans une entreprise de bateaux et qui lui fait part des dangers de Seagull Beach, une plage dans laquelle il y aurait des requins tigres. Aventurière comme elle l'est, Danielle décide d'y aller et d'emmener avec elle ses amis pour faire un tour en bateau...

## Fiche technique
- Titre original : Spring Break Shark Attack
- Réalisation : Paul Shapiro
- Scénario : James La Rosa
- Photographie : Michael Brierley
- Musique : Micky Blythe
- Durée : 115 min
- Pays : États-Unis

## Distribution
- Shannon Lucio : Danielle Harrison
- Riley Smith : Shane Jones
- Justin Baldoni : T.J.
- Bianca Lishansky : Karen
- Genevieve Howard : Alicia
- Warren McAslan : Max
- Kathy Baker : Mary Jones
- Bryan Brown : Joel Gately
- Wayne Thornley : Charlie Harrison
- Sindi Harrison : Maggie
- Wayne Harrison : Peter Harrison